# معرض العلوم

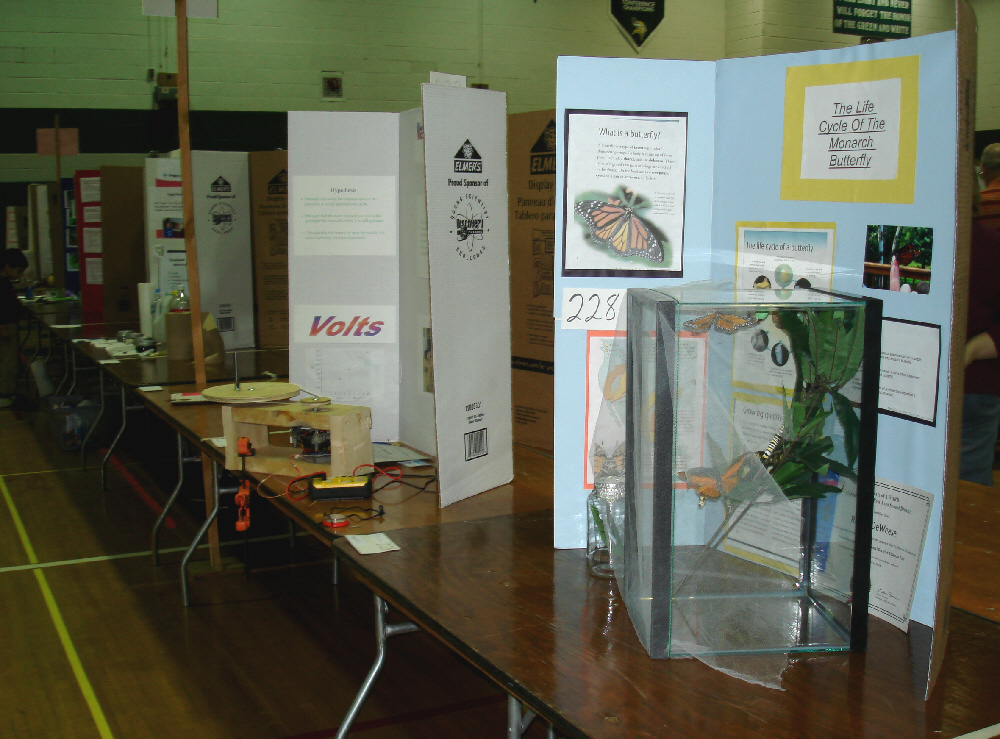

معرض العلوم هو حدث تنافسي، استضافته المدارس في جميع أنحاء العالم. السمة المميزة لمعرض العلوم هو أن إدخالات المشروع تستخدم الطريقة العلمية لاختبار الفرضية. المعارض العلمية ليست معروضات أو مجرد عروض للمشاريع. يقدم الطلاب نتائج مشروعهم العلمي في شكل تقرير، لوحة العرض، و/أو النماذج التي قاموا بإنشائها.المعارض العلمية تسمح للطلاب في المرحلة الابتدائية، والمدارس المتوسطة، والثانوية للتنافس في أنشطة العلوم و/أو التكنولوجيا. الهدف من معرض العلوم هو أن يجيب الطلاب على سؤال قائم على فرضية. غالبًا ما يعمل الطلاب في مشاريع معرض العلوم بالإضافة إلى عملهم المدرسي. وبالتالي، معظم إدخالات معرض العلوم عادة ما تكون إصدارات معدلة من التجارب الحالية.تساعد لوحات العرض في توصيل الفروق الدقيقة في المشروع إلى قضاة معرض العلوم، الزائرين، والداخلون الآخرون.
توفر معارض العلوم أيضًا آلية للطلاب المهتمين بشدة بالعلوم ليتم إقرانها مع مرشدين من الكليات والجامعات القريبة، حتى يتمكنوا من الوصول إلى التعليمات والمعدات التي يمكن للمدارس المحلية.

## التاريخ
تعود معارض العلوم إلى عام 1942، عندما أنشأ وليام إيمرسون ريتر وإدوارد دبليو سكريبس «البحث عن المواهب العلمية» لطلاب المدارس الثانوية. فاز أول آلان ج. فليتشر بأول معرض وطني وطني للعلوم عندما كان عمره 18 عامًا، الفوز مع عرض على قوانين الحركة. في الولايات المتحدة الأمريكية، أصبحت معارض العلوم شائعة في أوائل الخمسينيات. كان الاهتمام بالعلوم على مستوى جديد بعد أن شهد العالم استخدام أول سلاحين ذريين وفجر التلفزيون. مع تقدم العقد، قصص علمية في الأخبار، مثل لقاح جوناس سالك  لشلل الأطفال وإطلاق سبوتنيك، جلب الخيال العلمي إلى واقع وجذب أعدادًا متزايدة من الطلاب إلى المعارض.

## مسابقات معرض العلوم
يوجد في معظم الدول معارض علمية إقليمية يمكن للطلاب المهتمين المشاركة فيها بحرية. الفائزون في هذه المعارض الإقليمية يرسلون الطلاب إلى المعارض الوطنية مثل ISEF وCWSF. ترسل معارض العلوم الوطنية عادةً الفائزين إلى المعارض الدولية مثل ISEF (وهو معرض علمي وطني ودولي) وEUCYS.